# Annecy
Annecy (frankoprovansalski: Èneci) je grad i općina u pokrajini Auvergne-Rhône-Alpes na jugoistoku Francuske, ujedno i sjedište prefekture Haute-Savoie. Smješten je na sjevernim obalama istoimenog jezera, na 400 metara nadmorske visine i 35 kilometara južno od Ženeve, s kojom je povezan cestovnim i željezničkim pravcima. Pripajanjem nekoliko manjih okolnih gradova Annecy je postao gospodarsko, kulturno, upravno i prometno središte šireg gradskog područja u svojoj pokrajini.
Često se zbog krajolika i prirodnog okruženja naziva "Biserom francuskih alpa". Zahvaljujući smještaju na obalama jezera odavna je bio poznato ljetovalište, dok mu je blizina planinskih lanaca i brdovit krajolik omogućio razvoj zimskog turizma. U blizini grada nalazi se i poznato skijalište na kojem su trenirali poznati francuski skijaši Steve Missillier i David Poisson te se na njoj održava utrka u sklopu francuskih prvenstva u alpskom skijanju. Budući da rječica Thiou prolazi središtem grada, zbog brojnih mostova i prijelaza prozvan je i "Alpskom Venecijom".
Zbog nedostatka zemljišta, urbanizacija je početkom 21. stoljeće stagnirala, kao i broj stanovnika u užem gradskom području. Tijekom povijesti, broj stanovnika u užem gradskom području nikad nije prelazio 50.000 stanovnika. Šira gradska aglomeracija ima oko 120.000 stanovnika, te je peta po brojnosti u pokrajini. Ipak, njezina gospodarska i prometna važnost prelaze granice same Francuske, i imaju utjecaja u pograničnim dijelovima Švicarske i Italije.
Odjeljivanjem od ženevske samouprave početkom 13. stoljeća, Annecy je doživio svoj gospodarski i kulturni procvat, koji mu je u 14. stoljeću donio naslov glavnog grada Savoje, kasnije i vojvodstva grada za vladavine Savojske dinastije. Grad je imao značajnu protureformacijsku ulogu u vrijeme kalvinističke reformacije Ženeve, jer je prihvatio prognanog ženevskog biskupa i brojne švicarske redovnike. Nakon aneksije Savojskog vojvodstva, grad se u okrilje francuskih granica vraća tek 1860. godine.
Od razvijenog srednjeg vijeka grad je bio križište cestovnih prometnih prava i trgovačkih putova, zbog čega se ubrzano razvijao i kao trgovište, s brojnim cehovskim udruženjima i proizvodnim obrtima. Blizina jezera omogućila je razvoj ribarstva, a kasnije zahvaljujući katoličkim redovnicima, koji su gradili manje ribnjake, i ribogojstva. Jedna od najzastupljenijih poljoprivrednih grana bila je stočarstvo, i to transhumantnog oblika.

## Vanjske poveznice
- Službene stranice grada i općine Annecy (fr.)

 Vodič: Annecy na Wikivoyageu
|  | Portal Francuske – Pristup člancima s tematikom o Francuskoj. |